# Avahi betsileo
Avahi betsileo — вид приматів з родини індрієвих (Indriidae).

## Зовнішній вигляд
Має загальну довжину 48-58.9 см, хвіст приблизно 31 сантиметрів, середня маса 900-1200 гр. Голова кругла, лице сіре. Очі великі, однак вуха малі. У першу чергу він відрізняється від інших представників роду Avahi, червоно-коричневим спинним хутром. Хвіст довгий і пухнастий і темно-бордовий.

## Поширення
Відомий в англ. Bemosary Classified forest (Fandriana), тільки з великих висот. Цей вид мешканець східних вологих тропічних лісів. Веде нічний і деревний спосіб життя.

## Звички
Життя цього виду напевно узгоджується з іншими Avahi. Отже, вони ведуть нічний і деревний спосіб життя, живе в моногамних сім'ях і харчуються в основному листям.

## Загрози та охорона
Цей вид знаходиться під загрозою втрати і деградації середовища проживання. Не відомо, чи зустрічається в будь-яких офіційних охоронних територіях, але знаходиться в Fandriana Classified Forest, який забезпечує деяку ступінь захисту.